# Sesso e architettura
Sesso e architettura è un singolo del duo musicale Colapesce Dimartino, pubblicato il 3 novembre 2023 come sesto estratto dal secondo album in studio Lux Eterna Beach.
Il videoclip è stato girato nel centro storico di Catania.

## Tracce
Testi e musiche di Lorenzo Urciullo, Antonio Di Martino, Federico Nardelli, Giordano Colombo.
1. Sesso e architettura – 3:30